# Pottya
P♡ttya（ぽっちゃ）は、日本の女性アイドルグループである。柏原収史のプロデュースにより2015年に結成された。ぽてんひっと所属。レコード会社はフォーライフミュージックエンタテイメント、レーベルはPottya。グループ名は、2文字目が「o」で表示される場合と「♡」（白抜きのハートマーク）で表記される場合がある。
2017年解散。

## メンバー

### 現メンバー
| 名前       | よみ            | 生年月日（年齢）       | 身長  | 体重 | 愛称       | イメージカラー | 備考               |
| ---------- | --------------- | ---------------------- | ----- | ---- | ---------- | -------------- | ------------------ |
| 大橋ミチ子 | おおはし みちこ | 1992年10月10日（32歳） | 167cm | 94kg | みっちゃん | ブルー         | 初期メンバー       |
| 橋本一愛   | はしもと いのり | 1998年1月28日（27歳）  | 156cm | 70kg | いのりん   | パープル       | 2015年11月29日加入 |
| 本多加奈子 | ほんだ かなこ   | 1996年2月1日（29歳）   | 156cm | 64kg | かなぽん   | ライトグリーン | 2017年2月24日加入  |

### 旧メンバー
| 名前     | よみ            | 生年月日（年齢）       | 身長  | 体重 | 愛称       | イメージカラー     | 備考                                |
| -------- | --------------- | ---------------------- | ----- | ---- | ---------- | ------------------ | ----------------------------------- |
| 塚田恵未 | つかだ えみ     | 1993年10月31日（31歳） | 167cm | 87kg | えみたん   | グリーン（初代）   | 初期メンバー 2015年7月6日脱退       |
| 高橋祐香 | たかはし ゆうか | 1997年2月15日（28歳）  | 167cm | 81kg | ゆうぱむ   | グリーン（二代目） | 2015年11月29日加入 2016年2月2日脱退 |
| 横川麻衣 | よこかわ まい   | 1994年3月11日（31歳）  | 159cm | 77kg | まいまい   | イエロー           | 初期メンバー 2016年7月31日卒業      |
| 大木梨渚 | おおき りさ     | 1990年10月19日（34歳） | 146cm | 58kg | りーちゃん | オレンジ           | 初期メンバー 2017年11月18日卒業     |
| 犬童舞子 | いんどう まいこ | 1992年6月28日（32歳）  | 162cm | 64kg | いんまい   | ピンク             | 初期メンバー 2017年11月18日卒業     |

## 略歴

### 2014年
- 5月 メンバーオーディションをスタート
- 11月 応募総数2141人から正式メンバーが決定

### 2015年
- 1月15日 初期メンバー5人のお披露目とともに、“いい肉の日”である同月29日に配信開始となるデビュー曲『ポ・ポ・ポ・ポチャりん子☆』を初めて人前でパフォーマンス。 3月10日の2曲目の配信、4月29日にCDデビューすることを発表[1]
- 1月29日 『ポ・ポ・ポ・ポチャりん子☆』配信開始。初のファンイベントを東京・代官山のシアターサイバードで開催[2]
- 3月10日 『バイバイ片想い』配信開始
- 4月29日 1st シングル『ポ・ポ・ポ・ポチャりん子☆／バイバイ片想い』発売
- 7月3日 3日後の7月6日をもって塚田恵未が脱退することを発表[3]
- 7月6日 看護の道へ進むために、塚田恵未が脱退。4名体制になる。追加メンバーの募集を開始
- 11月29日 高橋祐香、橋本一愛が加入して6名体制になる[4]
- 12月18日 タイ・シラチャのイオンモールで初の海外公演

### 2016年
- 1月29日 2nd シングル『すきすき 大好き／星降る夜に』発売
- 2月2日 高橋祐香が脱退。5名体制になる
- 7月31日 横川麻衣が卒業。4名体制になる

### 2017年
- 1月29日 1st ミニアルバム『Full Power Booster』発売。同日に開催された2周年 Anniversary Live において、新曲『CL♡VER』、ファンの愛称「カ♡リー（カロリー）」、および2月に新メンバーが加入することが発表された
- 2月24日 本多加奈子が加入。5名体制になる
- 7月7日 3rd USBシングル『夏の伝説☆』発売
- 10月9日 大木梨渚、犬童舞子が2017年11月18日の「卒業ワンマンライブ」を最後に卒業することを発表[5]
- 11月18日 卒業ワンマンライブを実施。大木梨渚、犬童舞子が卒業。3名体制になる
- 12月11日 この日をもってP♡ttyaを解散することが公式ホームページで発表された[6]
- 大橋、橋本はLeyLineに所属し、ぽっちゃりユニット「びっくえんじぇる」に加入

### 2024年
- 5月28日 大橋がかねてより交際を重ねていた男性との結婚を発表。また妊娠していることも併せて発表した[7]。同年11月9日、第1子となる女児を出産[8]

### 2025年
- 6月5日 大橋が心身の不調を理由に当面の間活動を休止することを発表[9]。ただし、グループのプロデュースや運営面では引き続きグループを支えていく予定であると表明した[10]

## 特徴
- “ぽっちゃり”アイドルグループとしてデビュー
- ライブ以外にも、P♡ttyaメンバーと一緒に食事ができるランチ会と呼ばれるイベントが行われている
- ファンの愛称は「カ♡リー（カロリー）」

## 作品

### 配信リリース
| # | リリース日    | タイトル                  | 収録作品                                  |
| - | ------------- | ------------------------- | ----------------------------------------- |
| 1 | 2015年1月29日 | ポ・ポ・ポ・ポチャりん子☆ | ポ・ポ・ポ・ポチャりん子☆／バイバイ片想い |
| 2 | 2015年3月10日 | バイバイ片想い            | ポ・ポ・ポ・ポチャりん子☆／バイバイ片想い |

### シングル
| # | リリース日    | タイトル                                  | 規格品番            | 備考                            |
| - | ------------- | ----------------------------------------- | ------------------- | ------------------------------- |
| 1 | 2015年4月29日 | ポ・ポ・ポ・ポチャりん子☆／バイバイ片想い | FLCL-4485 FLCL-4486 | CD CD+DVD                       |
| 2 | 2016年1月29日 | すきすき 大好き／星降る夜に               | PHPT-0001           | CD                              |
| 3 | 2017年7月7日  | 夏の伝説☆                                 |                     | USB（音源のみ） USB（音源＋MV） |

### ミニアルバム
| # | リリース日    | タイトル           | 収録曲                           |
| - | ------------- | ------------------ | -------------------------------- |
| 1 | 2017年1月29日 | Full Power Booster | P-O-T-T-Y-A                      |
| 1 | 2017年1月29日 | Full Power Booster | フルスピード！                   |
| 1 | 2017年1月29日 | Full Power Booster | スーパースペシャルサマーデイズ！ |
| 1 | 2017年1月29日 | Full Power Booster | シャララ〜ヒミツのオートマタ〜   |
| 1 | 2017年1月29日 | Full Power Booster | 秒速ワンダーランド               |
| 1 | 2017年1月29日 | Full Power Booster | S極ガールとN極ボーイ             |
| 1 | 2017年1月29日 | Full Power Booster | CL♡VER                           |

## 出演

### テレビ
- MUSIC JAPAN（2015年2月2日、NHKテレビ）
- 『ぷっ』すま（2015年2月13日、テレビ朝日）
- 仕返さナイト2（2015年2月21日、テレビ朝日） - 大橋
- ABChanZOO（2015年3月15日、テレビ東京）
- アイドリーーーム!!（2015年4月19日、Kawaiian TV） - 大木
- バラいろダンディ（2015年6月3日、TOKYO MXテレビ）
- 有田チルドレン（2015年8月25日、TBSテレビ）
- 特捜警察ジャンポリス（2015年9月25日、テレビ東京）
- ニャンテレ（2015年11月19日、仙台放送）
- 前略、大徳さん（2016年1月17日、中京テレビ）
- バイキング（2016年5月2日、フジテレビ） - 大橋
- 金曜★ロンドンハーツ（2016年5月6日・5月20日・8月12日・10月28日、テレビ朝日） - 大橋
- ニノさん（2016年5月8日、日本テレビ）
- まとめないで！！（2016年5月28日、テレビ朝日）
- 直撃！コロシアム！！ズバッと!TV（2016年6月20日、TBSテレビ） - 大橋
- ダウンタウンDX（2016年7月28日、読売テレビ） - 大橋
- 女優カメレオン（2016年9月20日、日本テレビ） - 大木
- あのニュースで得する人損する人（2015年6月11日・2016年9月15日・10月20日・11月3日、日本テレビ） - 大橋（2015年6月11日）、犬童（2016年9月15日・10月20日）、橋本（2016年11月3日）
- 究極の ×クイズSHOW!!超問!真実か?ウソか?（2017年1月6日・10月13日、日本テレビ） - 犬童、橋本（2017年1月6日）、本多（2017年10月13日）、橋本（2017年11月8日）
- 今夜解決!噂の健康術 名医のTHE太鼓判!（2017年2月20日、TBSテレビ） - 橋本
- ディノス特番「オネエエンジェルス 噂の現場大捜査!!〜ビューティーグッズ総決算SP〜」（2017年3月4日、フジテレビ） - 大橋
- アウト×デラックス （2017年11月16日、フジテレビ）
- 深夜に発見！新shock感〜一度おためしください〜（2017年11月18日・11月25日、テレビ東京） - 大橋

### ラジオ
- i Meet Up!（2015年4月5日、NACK5）
- くにまるジャパン（2015年4月17日・4月24日・10月23日・12月25日・2016年6月10日、文化放送） - 大木・犬童（2016年6月10日）
- HITS! THE TOWN（2015年4月18日、NACK5）
- キラメキミュージックスター「キラスタ」（2015年5月5日、NACK5）
- hitohataプレゼンツ及川拓磨のちょっと美美っとくる話（2015年10月24日・10月31日・2016年2月27日・3月5日・6月18日・6月25日・7月2日・12月24日・2017年1月21日・1月28日、Date fm）- 犬童・橋本（2015年10月24日・10月31日・2017年1月21日・1月28日・2月11日）、大木・犬童（2016年2月27日・3月5日）、大木・犬童・大橋（2016年6月18日・6月25日）、大木・大橋（2016年12月24日）
- ネガ⇒ポジ（2016年5月4日・5月11日、ラジオ日本） - 大木・犬童
- HITS! THE TOWN（2015年4月18日、NACK5）

### ウェブテレビ
- 橋本道場 負けて勝つ!（2016年10月29日 - 11月5日、ぽにちゃん）
- ぶらり路上プロレス（2017年3月 - 、#13 - 14、#19 - 20、Amazonプライム・ビデオ） - 旅人（大橋のみ）